# François Chapelain-Midy
François Chapelain-Midy est un sculpteur français né à  Neuilly sur Seine le 30 mars 1937 et mort à Paris 15e le 12 février 2007. Spécialisé dans la sculpture animalière, il est connu pour ses sculptures stylisées d'insectes. Il s'est engagé pour la défense de l'environnement.  Il est le fils du peintre Roger Chapelain-Midy.

## Biographie
Toute son enfance, son père, féru d’entomologie, célèbre peintre portraitiste et professeur aux beaux-arts de Paris, l’éveille à l’observation des insectes. Diplômé de l’École Boulle (promotion 69, section gravure), il exerce de nombreux métiers dont celui de taxidermiste, puis de sculpteur intermittent du spectacle pour le cinéma et l'opéra. Il est également décorateur-sculpteur pour le Parc Océanique Cousteau, et  concepteur et réalisateur de l’aquarium de la Cité des Sciences et de l'Industrie de la Villette à Paris.
À partir de 1998, il se démarque de l'influence de son père et affirme son propre style de sculpteur. Il le développera durant les vingt dernières années de sa vie. 
Il est exposé à la Galerie Pierre Dumonteil, et participe jusqu’en 2006 à de nombreux salons en France et à l'étranger. L'environnement et la nature sont au centre de ses préoccupations, via la représentation animale, rarement celle de l'homme. A l'exception notoire de cette sculpture, nommée Stop ou encore, une main aux doigts de robots enserrant la Terre et menaçant de la faire éclater. Elle est exposée à l'occasion de la Cop 21. 
Son travail lui vaut plusieurs récompenses, dont le prix Édouard-Marcel-Sandoz (décerné par la Fondation Sandoz à un sculpteur) lors du 27e Salon national des artistes animaliers de Bry-sur-Marne en 2003.
Il meurt en 2007. Son oeuvre est depuis représentée par son épouse, Mireille Chapelain-Midy.

## Œuvres
Influencé par le monde des insectes, son travail est reconnaissable : il vise à accéder à une forme pure en extrayant les éléments saillants du sujet : pattes, crochets, pinces et dards. La stylisation par le travail d’un poli des surfaces du bronze donne un rendu très proche du modèle, sans devenir une sculpture réaliste. Son œuvre la plus connue, le Grand Mormolyce, un bronze de 2m50 de hauteur, transforme le modèle de l’insecte vivant en une statuaire monumentale. En cela, il se rapproche du travail de François Pompon.

## Expositions personnelles
- 2024 : La beauté à nos pieds, Espace Namouna, Saint-Jean-Cap-Ferrat[6]
- 2020 : Carapaces et Sortilèges, Grandes serres du Jardin des Plantes, Museum d’histoire naturelle, Paris[7]
- 2017 : Carapaces et Sortilèges. Au Harmas de Jean-Henri Fabre, Sérignan du Comtat[8]. François Chapelain-Midy, l'homme qui sublimait les carapaces, Espace des Minimes. Compiègne

- 2016 : Carapaces et Sortilèges, Palais Rumine. Lausanne[9]
- 2016 : Insectomania, Jardin Botanique. Monaco
- 2014 : Les Bronzes de François Chapelain-Midy, Jardins de la Muette, Largny sur Automne
- 2013 : Les Bronzes de François Chapelain-Midy, Orangerie du Sénat. Paris
- 2011 : Pas Vu, Pas Pris, Muséum d’Histoire Naturelle. Le Havre
- 2010 : Naturalia, Muséum d’histoire naturelle. Orléans
- 2009 : Hommage à François Chapelain-Midy, Muséum d’histoire naturelle de Bordeaux
- 2007 : Hommage à Pierre-André Latreille, prince de l’entomologie, Musée Labenche. Brive la Gaillarde

## Expositions collectives
- 2018 : Beauté Animale, de la Taxidermie à la Sculpture, Musée d’Histoire des Sciences et Muséum d’Histoire Naturelle, Genève[10].
- 2017 : Septembre Animalier Bruxelles, SAB Expo. Bruxelles.
- 2015 : COP 21. Paris.
- 2014 : La Sculpture Animalière de Barye à César, Musée Brayer. Les Baux de Provence.
- 2012 : Beauté Animale, Galerie du Grand Palais. Paris.
- 2004 : 7 Lieux. 7 Matières, Conseil Général des Bouches du Rhône.
- 2002 : Animal Fantastique, Donjon de Vez.
- 2002 : Salon National des Beaux-Arts. Carrousel du Louvre. Paris.
- 2001 à 2006 : Salon National des Animaliers. Bry sur Marne.
- 1999 : Les Sculpteurs et l’Animal dans l’Art du XXème siècle, Monnaie de Paris.
- 1999 : Salon des Artistes Naturalistes, Muséum national d’histoire naturelle, Paris.

## Distinctions
- 2001 : Prix Henri Mori
- 2002 : Prix Rumsay
- 2003 : Prix Sandoz
- 2004 : Prix Taylor

## Citations

### Citations de l'auteur
- « L'homme se prend pour un être supérieur - il faut le remettre à sa place. »[11]
- « En les grandissant, en les simplifiant, je cherche d'abord à faire quelque chose de beau (important à notre époque) et je souhaite que ceux qui auront vu et touché mes insectes posent sur les vrais, si souvent décriés, un regard attentif, plus tendre peut-être. »[12]

### Critique
Emmanuelle Héran, conservatrice en chef du patrimoine, explique : 

#### Ouvrages
- Jean-Charles Hachet, Dictionnaire des sculpteurs animaliers et des fondeurs, de l'antiquité à nos jours, Editions Argus Valentines.
- L’Insecte dans tous ses Etats. Sous la direction d’Alain Montandon -Pages 78–79-80-81 Presses Universitaires Blaise-Pascal 2022 –  (ISBN 978-2-38377-040-4).
- Les Sculpteurs et l’animal dans l’Art du XXème siècle – Monnaie de Paris. Mai 1999.  (ISBN 2-11-091445-9). Page 36.
- Les Matériaux de la sculpture- Conseil Général des Bouches du Rhone : Le Bronze – Images en Manœuvre Editions-  (ISBN 2-908445-89-1)– Distribution le seuil -Page 243.
- Beauté Animale – Paris Grand Palais . Galeries  Nationales-2012 Page 92.  (ISBN 978-2-7118-5957-3) DVD Arte Editions.